# Alectrias benjamini
Alectrias benjamini är en fiskart som beskrevs av Jordan och John Otterbein Snyder 1902. Alectrias benjamini ingår i släktet Alectrias och familjen taggryggade fiskar. Inga underarter finns listade i Catalogue of Life.